# 臨安集
《臨安集》，六卷，明錢宰撰。
《臨安集》為錢宰個人詩歌總集，錢宰自稱為吳越武肅王十四世孫，故臨安指錢宰本人的祖籍，《明史》未著錄此書，《千顷堂书目》著錄十卷。清初四庫館臣自《永樂大典》輯出。《四庫全書總目提要》曰其诗“吐辞清拔，寓意高远。”